# Boris Borissowitsch Melnikow
Boris Borissowitsch Melnikow (russisch Борис Борисович Мельников; * 16. Mai 1938 in Leningrad, Russische SFSR; † 5. Februar 2022 in Sankt Petersburg) war ein sowjetischer Säbelfechter.

## Erfolge
Boris Melnikow erfocht seine internationalen Erfolge allesamt im Mannschaftswettbewerb. Bei Weltmeisterschaften wurde er mit der sowjetischen Equipe 1965 in Paris und 1967 in Montreal Weltmeister. Bei den Olympischen Spielen 1964 in Tokio zog er in der Mannschaftskonkurrenz nach Siegen über die Vereinigten Staaten im Viertelfinale und Polen im Halbfinale ins Gefecht um Gold ein, das mit 9:6 gegen Italien gewonnen wurde. Melnikow, der in der Vorrunde gegen Japan zu seinem einzigen Einsatz kam, wurde gemeinsam mit Umjar Mawlichanow, Nugsar Assatiani, Jakow Rylski und Mark Rakita Olympiasieger.